# Maximiliano Velázquez
Maximiliano Nicolás Velázquez (Concepción del Uruguay, Entre Ríos, Argentina; 12 de septiembre de 1980) es un exfutbolista argentino. Jugó de lateral izquierdo en Club Atlético Lanús donde es el jugador con mas presencias con 423 partidos y más títulos.  Actualmente es segundo entrenador en Tigres de la UANL de la Liga MX.

## Trayectoria
Debutó en 1998 jugando para Ferro Carril Oeste en la Primera División de Argentina. En el año 2000 descendió con su club a la Segunda División y tras una grave crisis institucional y deportiva al año siguiente descendió a Tercera División. En 2003 pasó a jugar a la Primera División para Talleres, donde tuvo muy buenas actuaciones. Pero tras obtener el 3° puesto en el Clausura 2004 perdió la promoción contra Argentinos Juniors y descendió a la Primera "B" Nacional.
Finalizada esa temporada el jugador pasó a Lanús en 2004. En este club obtuvo el Apertura 2007 y participó en la Copa Libertadores y la Copa Sudamericana.
En julio de 2010 pasó a vestir la camiseta de Independiente de Argentina y allí se consagró campeón de la Copa Sudamericana 2010.
En el partido de ida por la Recopa 2011 jugando de local contra Internacional, Maxi Velázquez convirtió el gol del empate transitorio. Partido que terminaría en victoria para Independiente por 2 a 1.
Es un histórico de Lanús, ya que al alcanzar los 397 partidos con la camiseta granate se convirtió en el jugador que más veces la vistió y además se consagró cinco veces campeón en dicha institución, entre los cuales destaca la Copa Sudamericana 2013.
El 25 de enero de 2018 firmó su contrato con Aldosivi, siendo este el quinto club en la carrera del jugador.
En mayo de 2018 con 37 años, logró un nuevo título en su exitosa carrera al consagrarse campeón de la B Nacional con Aldosivi. El gran capitán redondeó una campaña de 13 partidos jugados y un gol.
En junio de 2018 Maxi Velázquez oficializó vía Twitter que no continuará en Aldosivi pese a los intentos de la directiva por retenerlo, la decisión del jugador de no seguir fue por temas personales.
El 29 de junio del 2018 se confirma el regreso de Maxi al club donde se formó, Ferro. El 11 de diciembre del 2018 anunció su retiro del fútbol profesional.

## Clubes

### Estadísticas como jugador
Actualizado al 16 de diciembre de 2018
| Ferro Argentina | 1.ª                 | 1998-99             | 0   | 0  | 0 | — | — | —  | —  | — | —   | 0   | 0  | 0 |
| Ferro Argentina | 1.ª                 | 1999-00             | 11  | 0  | 0 | — | — | —  | —  | — | —   | 11  | 0  | 0 |
| Ferro Argentina | 2.ª                 | 2000-01             | 6   | 1  | 0 | — | — | —  | —  | — | —   | 6   | 1  | 0 |
| Ferro Argentina | 3.ª                 | 2001-02             | 31  | 5  | 0 | — | — | —  | —  | — | —   | 31  | 5  | 0 |
| Ferro Argentina | 3.ª                 | 2002-03             | 30  | 6  | 0 | — | — | —  | —  | — | —   | 30  | 6  | 0 |
| Ferro Argentina | Total               | Total               | 78  | 12 | 0 | 0 | 0 | 0  | 0  | 0 | 0   | 78  | 12 | 0 |
| Talleres (C) Argentina | 1.ª                 | 2003-04             | 39  | 2  | 0 | — | — | —  | —  | — | —   | 39  | 2  | 0 |
| Total | Total               | 39                  | 2   | 0  | 0 | 0 | 0 | 0  | 0  | 0 | 39  | 2   | 0  |   |
| Lanus Argentina | 1.ª                 | 2004-05             | 34  | 1  | 0 | — | — | —  | —  | — | —   | 34  | 1  | 0 |
| 2005-06 | 1.ª                 | 29                  | 1   | 0  | — | — | — | —  | —  | — | 29  | 1   | 0  |   |
| 2006-07 | 1.ª                 | 28                  | 2   | 0  | — | — | — | 5  | 1  | 0 | 33  | 3   | 0  |   |
| 2007-08 | 1.ª                 | 27                  | 0   | 0  | — | — | — | 12 | 1  | 0 | 39  | 1   | 0  |   |
| 2008-09 | 1.ª                 | 36                  | 4   | 0  | — | — | — | 5  | 0  | 0 | 41  | 4   | 0  |   |
| 2009-10 | 1.ª                 | 31                  | 4   | 0  | — | — | — | 10 | 1  | 0 | 41  | 5   | 0  |   |
| Total | Total               | 185                 | 11  | 0  | 0 | 0 | 0 | 32 | 3  | 0 | 217 | 15  | 0  |   |
| Independiente Argentina | 1.ª                 | 2010-11             | 25  | 2  | 0 | 0 | 0 | 0  | 15 | 0 | 0   | 40  | 2  | 0 |
| 2011-12 | 1.ª                 | 15                  | 0   | 0  | 0 | 0 | 0 | 3  | 2  | 0 | 18  | 2   | 0  |   |
| Total | Total               | 40                  | 2   | 0  | 0 | 0 | 0 | 18 | 2  | 0 | 58  | 4   | 0  |   |
| Lanus Argentina | 1.ª                 | 2011-12             | 13  | 0  | 0 | 0 | 0 | 0  | 3  | 0 | 0   | 16  | 0  | 0 |
| Lanus Argentina | 1.ª                 | 2012-13             | 35  | 0  | 0 | 0 | 0 | 0  | 0  | 0 | 0   | 35  | 0  | 0 |
| Lanus Argentina | 1.ª                 | 2013-14             | 22  | 1  | 0 | 0 | 0 | 0  | 22 | 1 | 0   | 44  | 2  | 0 |
| Lanus Argentina | 1.ª                 | 2014                | 13  | 0  | 0 | 5 | 0 | 0  | 5  | 0 | 0   | 23  | 0  | 0 |
| Lanus Argentina | 1.ª                 | 2015                | 14  | 1  | 0 | 1 | 0 | 0  | 4  | 1 | 0   | 19  | 2  | 0 |
| Lanus Argentina | 1.ª                 | 2016                | 14  | 1  | 0 | 0 | 0 | 0  | 0  | 0 | 0   | 14  | 1  | 0 |
| Lanus Argentina | 1.ª                 | 2016-17             | 20  | 2  | 0 | 2 | 0 | 0  | 6  | 0 | 0   | 20  | 2  | 0 |
| Lanus Argentina | 1.ª                 | 2017-18             | 7   | 0  | 0 | 1 | 0 | 0  | 7  | 0 | 0   | 15  | 0  | 0 |
| Lanus Argentina | Total               | Total               | 138 | 5  | 0 | 9 | 0 | 0  | 47 | 2 | 0   | 206 | 7  | 0 |
| Aldosivi Argentina | 2.ª                 | 2017-18             | 13  | 1  | 0 | 0 | 0 | 0  | —  | — | —   | 13  | 1  | 0 |
| Total | Total               | 13                  | 1   | 0  | 0 | 0 | 0 | 0  | 0  | 0 | 13  | 1   | 0  |   |
| Ferro Argentina | 2.ª                 | 2018-19             | 10  | 0  | 0 | 0 | 0 | 0  | —  | — | —   | 10  | 0  | 0 |
| Ferro Argentina | Total               | Total               | 10  | 0  | 0 | 0 | 0 | 0  | 0  | 0 | 0   | 10  | 0  | 0 |
| Total en su carrera | Total en su carrera | Total en su carrera | 500 | 38 | 0 | 9 | 0 | 0  | 97 | 5 | 0   | 606 | 41 | 0 |
| (1) La copa nacional se refiere a la Copa Argentina y Supercopa Argentina . (2) La copa internacional se refiere a la Copa Sudamericana, Recopa Sudamericana, Copa Libertadores y Copa Suruga Bank. (3) Promedio de goles recibidos por partidos no incluye goles recibidos en partidos amistosos. |                     |                     |     |    |   |   |   |    |    |   |     |     |    |   |

### Como ayudante
| Club         | País      | Año       |
| ------------ | --------- | --------- |
| Elche C. F.  | España    | 2022      |
| Boca Juniors | Argentina | 2023      |
| Colo Colo    | Chile     | 2024-Act. |

## Palmarés

### Campeonatos nacionales
| Título                | Club     | País      | Año     |
| --------------------- | -------- | --------- | ------- |
| Primera División      | Lanús    | Argentina | A-2007  |
| Primera División      | Lanús    | Argentina | 2016    |
| Copa del Bicentenario | Lanús    | Argentina | 2016    |
| Supercopa Argentina   | Lanús    | Argentina | 2016    |
| Primera B Nacional    | Aldosivi | Argentina | 2017-18 |

### Torneos Internacionales
| Título            | Club          | Sede       | Año  |
| ----------------- | ------------- | ---------- | ---- |
| Copa Sudamericana | Independiente | Avellaneda | 2010 |
| Copa Sudamericana | Lanús         | Lanús      | 2013 |

Otros logros:
- Subcampeón de la Copa Suruga Bank 2011 con Independiente.
- Subcampeón de la Recopa Sudamericana 2011 con Independiente.
- Subcampeón de la Recopa Sudamericana 2014 con Lanús.
- Subcampeón de la Copa Suruga Bank 2014 con Lanús.
- Subcampeón de la Copa Libertadores 2017 con Lanús.